# Jacqueline Durran
Jacqueline Durran ist eine britische Kostümbildnerin. Sie wurde neunmal für einen Oscar für das Beste Kostümdesign nominiert und erhielt die Auszeichnung 2013 für Anna Karenina und 2020 für Little Women.

## Leben
Ab 1984 bis 1988 studierte Durran Philosophie an der University of Sussex und schloss das Studium mit einem Bachelor of Arts ab. Von 1994 an studierte sie die Geschichte des Kostümdesigns am Royal College of Art in London und erreichte 1996 den Master of Arts. 
Ende der 1990er-arbeitete Durran in ersten Filmen als Assistentin im Kostümdesign mit, darunter waren zahlreiche große und erfolgreichen Produktionen wie Eyes Wide Shut, James Bond 007 – Die Welt ist nicht genug oder Star Wars: Episode II – Angriff der Klonkrieger. Ab 2001 übernahm sie das Kostümdesign auch hauptverantwortlich. Zu ihren ersten Arbeiten gehörten der Kurzfilm Dog und der Film All or Nothing von Regisseur Mike Leigh. Neben Leigh buchten auch die Regisseure Sally Potter und Joe Wright Durran mehrmals für ihre Filme.
Für ihre Arbeit in Vera Drake aus dem Jahr 2004 gewann Durran den BAFTA Award in der Kategorie Beste Kostüme. 
Große Anerkennung kam Durran für ihre Kostüme in den Filmen Stolz und Vorurteil (2005) und Abbitte (2007) zuteil. Für beide Filme wurde sie 2006 bzw. 2008 für einen Oscar in der Kategorie Bestes Kostümdesign nominiert. Für Stolz und Vorurteil gewann sie außerdem den Satellite Award für das beste Kostümdesign und war für einen BAFTA Award nominiert. Weitere Nominierungen für den BAFTA Award, den Satellite Award und den Costume Designers Guild Award folgten für Abbitte. Dazu kam der Gewinn des Evening Standard British Film Awards für die Beste technische Leistung, der ihr gemeinsam mit Kameramann Seamus McGarvey und Szenenbildnerin Sarah Greenwood verliehen wurde. 2020 gewann sie den Oscar für ihre Arbeit an Little Women.

## Filmografie (Auswahl)
- 1999: Eyes Wide Shut
- 1999: Topsy-Turvy – Auf den Kopf gestellt (Topsy-Turvy)
- 1999: James Bond 007 – Die Welt ist nicht genug (The World Is Not Enough)
- 2000: In stürmischen Zeiten (The Man Who Cried)
- 2001: Lara Croft: Tomb Raider
- 2001: Dog (Kurzfilm)
- 2002: Star Wars: Episode II – Angriff der Klonkrieger (Star Wars: Episode II – Attack of the Clones)
- 2002: All or Nothing
- 2003: Young Adam
- 2004: Yes
- 2004: Vera Drake
- 2005: Stolz und Vorurteil (Pride and Prejudice)
- 2007: Abbitte (Atonement)
- 2008: Happy-Go-Lucky
- 2009: Der Solist (The Soloist)
- 2010: Eine zauberhafte Nanny – Knall auf Fall in ein neues Abenteuer (Nanny McPhee and the Big Bang)
- 2010: Another Year
- 2012: Anna Karenina
- 2013: The Double
- 2014: Mr. Turner – Meister des Lichts (Mr. Turner)
- 2017: Die Schöne und das Biest
- 2019: Little Women
- 2020: Lovers Rock
- 2020: Alex Wheatle
- 2021: Cyrano
- 2021: Spencer
- 2022: The Batman
- 2023: Barbie

## Auszeichnungen (Auswahl)
Oscar
- 2006: Nominierung für das Beste Kostümdesign in Stolz und Vorurteil
- 2008: Nominierung für das Beste Kostümdesign in Abbitte
- 2013: Auszeichnung für das Beste Kostümdesign in Anna Karenina
- 2015: Nominierung für das Beste Kostümdesign in Mr. Turner – Meister des Lichts
- 2018: Nominierung für das Beste Kostümdesign in Die dunkelste Stunde
- 2018: Nominierung für das Beste Kostümdesign in  Die Schöne und das Biest
- 2020: Auszeichnung für das Beste Kostümdesign in Little Women
- 2022: Nominierung für das Beste Kostümdesign in Cyrano
- 2024: Nominierung für das Beste Kostümdesign in Barbie